# Аронторп
Аронторп (на шведски: Arontorp) е населено място в централната част на шведския остров Йоланд, разположено в община Мьорбюлонга, лен Калмар. Населението на Аронторп е 233 души (към 31 декември 2010).

## Динамика на населението
Населението на Аронторп е относително постоянно през последните няколко десетилетия, с лека тенденция към намаляване .